# Provinciale weg 502
De provinciale weg 502, ook wel N502, is een provinciale weg in Noord-Holland die loopt van de aansluiting met de N9 ter hoogte van Burgervlotbrug via Petten en Callantsoog naar Julianadorp. De weg bestaat uit twee gedeelte, waarbij de bebouwde kom van Callantsoog beide delen van elkaar scheidt. 
De N502 begint op de N9 bij Burgervlotbrug. Hierbij loopt de N502 via de Mennonietenbuurt in een rechte lijn naar Petten. Bij Petten buigt de weg af richting het noorden en loopt parallel langs de kust. De N502 vormt de oostelijke grens van het natuurgebied Zwanenwater & Pettemerduinen. Hier is ook een aansluiting op de Kernreactoren Petten (EHC). Vervolgens gaat de N502 door de buurtschap Sint Maartenszee. Na het kruispunt met de N503 buigt de weg nogmaals af richting de kust om kort onderbroken te worden door de bebouwde kom van Callantsoog. Na Callantsoog gaat de N502 weer parallel langs de kust naar het noorden, via de buurtschap Groote Keeten, om te eindigen ten westen van Julianadorp. 
De weg is voor grotendeels uitgevoerd als tweestrooks-gebiedsontsluitingsweg met hoofdzakelijk een maximumsnelheid van 80 km/h (op enkele delen 50 of 60 km/h). Tussen Groote Keeten en Julianadorp is de weg vormgegeven als erftoegangsweg met een maximumsnelheid van 60 km/h. 
De N502 draagt achtereenvolgens de namen Pettemerweg, Westerduinweg, Zuidschinkeldijk en Duinweg.
N23 · N194 · N196 · N197 · N198 · N199 · N200 · N201 · N202 · N203 · N204 · N205 · N206 · N207 · N208 · N209 · N210 · N211 · N212 · N213 · N214 · N215 · N216 · N217 · N218 · N219 · N220 · N221 · N222 · N223 · N224 · N225 · N226 · N227 · N228 · N229 · N230 · N231 · N232 · N233 · N234 · N235 · N236 · N237 · N238 · N239 · N240 · N241 · N242 · N243 · N244 · N245 · N246 · N247 · N248 · N249 · N250 · N307

N401 · N402 · N403 · N404 · N405 · N406 · N407 · N408 · N409 · N410 · N411 · N412 · N413 · N414 · N415 · N416 · N417 · N418 · N419 · N420 · N421 · N439 · N440 · N441 · N442 · N443 · N444 · N445 · N446 · N447 · N448 · N449 · N450 · N451 · N452 · N453 · N454 · N455 · N456 · N457 · N458 · N459 · N460 · N461 · N462 · N463 · N464 · N465 · N466 · N467 · N468 · N469 · N470 · N471 · N472 · N473 · N474 · N475 · N476 · N477 · N478 · N479 · N480 · N481 · N482 · N483 · N484 · N487 · N488 · N489 · N490 · N491 · N492 · N493 · N494 · N495 · N496 · N497 · N498 · N501 · N502 · N503 · N504 · N505 · N505 (Andijk) · N506 · N507 · N508 · N509 · N510 · N511 · N512 · N513 · N514 · N515 · N516 · N517 · N518 · N519 · N520 · N521 · N522 · N523 · N524 · N525 · N526 · N527 · N806 · N830 · N848

Cursief vermelde wegen zijn voormalige Provinciale wegen